# Lom u Tachova
Lom u Tachova település Csehországban, Tachovi járásban. Lom u Tachova Chodský Újezd, Tachov, Brod nad Tichou és Kočov településekkel határos. Lakosainak száma 506 fő (2024. január 1.).

## Népesség
A település lakosságának változását az alábbi diagram mutatja:
| Lakosok száma | 273  | 303  | 300  | 124  | 332  | 400  | 412  | 456  | 477  | 506  |
|               | 1869 | 1900 | 1921 | 1961 | 1980 | 2011 | 2016 | 2019 | 2021 | 2024 |